# Inocencio Lario Carrillo
Inocencio Adriano Lario Carrillo (Lorca, 28 de fevereiro de 1984) é um ex-jogador de vôlei de praia e voleibolista indoor espanhol  que foi medalhista de ouro na edição do Campeonato Mundial Sub-21 de 2004 em Portugal e semifinalista no Campeonato Europeu de Vôlei de Praia Sub-23 em 2005 na Polônia.

## Carreira
Compondo dupla com Miguel Ángel de Amo disputou a edição do Campeonato Mundial de Vôlei de Praia Sub-21 de 2004 Porto Santo e conquistaram a medalha de ouro em 2005 conquistaram a quarta posição no Campeonato Europeu Sub-23 em Mysłowice, estrearam no Circuito Mundial de 2005 no Aberto de Zagreb, ocasião do vigésimo quinto posto e com Salvador Pastor esteve no referido circuito no Aberto de Espinho e com Javier Pineda Luna no Aberto de Atenas.
Esteve novamente com Miguel Ángel de Amo no Campeonato Europeu de Voleibol de Praia Sub-23 de 2006 e finalizaram na quinta posição
Sankt Pölten; no circuito mundial de 2006 passou a competir ao lado de Javier Bosma, e terminaram na décima terceira posição nos Abertos de Zagreb e Roseto degli Abruzzi, décimo sétimo lugar no Grand Slam de Stavanger e nos Abertos de Espinho e São Petersburgo, além do vigésimo quinto posto no Aberto de Marselha, trigésimo terceiro  no Grand Slam de Paris e quadragésimo primeiro lugar no Grand Slam de Gstaad.
Em 2007, no circuito mundial, competiu com Álex Ortiz nos Abertos de Xangai e Manama, alcançando o vigésimo quinto e  quadragésimo primeiros postos respectivamente, já com Christian García terminou no vigésimo quinto posto no Aberto de Roseto degli Abruzzi, depois com Javier Pineda Luna, nos Abertos de Zagreb e Marselha, obtiveram a trigésima terceira posição e o quinquagésimo sétimo lugares, respectivamente; também com esta formação de dupla disputou o Campeonato Europeu de Voleibol de Praia de 2007 em Valência e finalizaram na décima sétima colocação.
Na temporada de 2008, passou a compor dueto com Adrián Gavira conquistando o primeiro pódio no circuito mundial, a medalha de prata no Aberto de Stare Jabłonki, além do décimo terceiro posto no Aberto de Barcelona, décimo sétimo lugar nos Grand Slams de Paris e Klagenfurt, também nos Abertos de Marselha, Kristiansand e Maiorca, quadragésimo primeiro lugar no Aberto de Roseto degli Abruzzi, trigésimo terceiro lugar nos Abertos de Adelaide, Xangai e Zagreb, além do vigésimo quinto posto nos Grand Slam de Stavanger e Moscou, mesma posição que obtiveram no Campeonato Europeu de Voleibol de Praia de 2008 em Hamburgo.
A partir de 2009, forma dupla com Raúl Mesa e terminaram em nono lugar no Campeonato Europeu de Voleibol de Praia  em Sochi, mesma posição obtida no Masters de Baden e no Aberto de Sanya, como também no Grand Slam de Moscou, estas pelo circuito mundial, e obtiveram o sétimo lugar no Masters de MST	Blackpool, décimo terceiro posto no Masters de Gran Canaria e Berlim, nos Abertos de Xangai, Roma e Stare Jabłonki, décimo sétimo lugar no Campeonato Mundial em Stavanger, obtido tal posto no Grand Slam de Marselha e nos Abertos de Kristiansand, Åland e Haia; e ainda conquistaram a trigésima terceira colocação no Aberto de Mysłowice e nos Grand Slams de Gstaad e Klagenfurt.
Com Raúl Mesa, foi semifinalista no Campeonato Europeu de Voleibol de Praia de 2010 em Berlim e foram campeões do Challenge de Varna, e no circuito mundial, terminaram em nono lugar nos Abertos de Mysłowice, Marselha e Praga , décimo terceiro posto no Aberto de Haia, décimo sétimo lugar nos Grand Slams de Gstaad, Klagenfurt e Stare Jabłonki, alcançaram ainda o vigésimo quinto posto nos Abertos de Brasília e Xangai, como também no Grand Slam de Roma, e o quadragésimo primeiro posto nos Grand Slams de Moscou e Stavanger.
No ano de 2011, continuou ao lado de Raúl Mesa, terminaram no circuito mundial,  na décima terceira posição no Aberto de Québec, décimo sétimo posto no Campeonato Mundial de Roma, também nos Aberto de Praga e  Åland, finalizaram nos Grand Slams de Gstaad e Moscou, na trigésima terceira posição no Aberto de Haia e nos Grand Slams de Klagenfurt e Stare Jabłonki, e o quadragésimo primeiro posto obtido nos Grand Slams de Pequim e Stavanger.
Em 2012, foi sua última temporada ao lado de Raúl Mesa, alcançaram a quinta posição na CEV Continental Cup em Alanya, e terminaram na décima sétima colocação na etapa Satélite de Aalsmeer, mesmo posto obtido no Aberto de Brasília e no Grand Slam de Stare Jabłonki, em vigésimo quinto lugar no Grand Slam de Moscou,  além do quadragésimo primeiro posto no Aberto de Praga e nos Grand Slams de Xangai, Pequim e Roma.
Em 2013 retoma parceria com Miguel Ángel de Amo e terminaram no trigésimo terceiro posto no Aberto de Fuzhou e nos Grand Slams de Xangai e Corrientes, e finalizaram na vigésimo primeira posição no Masters de Baden, na sequência esteve com Javier Monfort Minaya quando terminaram em quinto lugar no Satélite de Montpellier, vigésimo quinto lugar no Grand Slam de Long Beach e quadragésimo primeiro posto no Grand Slam de Berlim, e disputaram o Campeonato Mundial de Stare Jabłonki, terminaram no trigésimo sétimo posto.
Em 2014 esteve Javier Monfort Minaya quando alcançaram o quadragésimo primeiro posto no Aberto de Fuzhou e o trigésimo terceiro lugares nos Abertos de Puerto Vallarta e Anapa.Em 2017, retoma a carreira e compete nacionalmente com Francisco Tomás,, conquistando o terceiro lugar na etapa nacional de Ayamonte, em quinto em Tarragona e em nono em Laredo,  e no circuito WEVZA terminaram na décima sétima posição. Na jornada de 2018, esteve com Hugo Rojas Martínez no torneio uma estrela de Manavgat, terminando na décima sétima posição, e nas competições nacionais terminaram em terceiro na etapa de Melilla e em quinto em Tarragona, depois com Javier Monfort Minaya terminou em terceiro na etapa nacional de Fuengirola.
Em 2019, esteve com Christian García, nas etapas nacionais, e terminaram em sétimo em Fuengirola, na quinta posição em Tarragona e Laredo, no quarto lugar na etapa de Madrid, obtendo o título na etapa de Melilla e em terceiro em Ayamonte.Em 2021, esteve com Manuel de Amo no circuito nacional e obtiveram a quinta posição.Na temporada 2021-22 foi para o voleibol indoor e defendeu as cores do clube Club Voleibol Almoradí e atuando como ponteiro.

## Títulos e resultados
- Aberto de Stare Jabłonki do Circuito Mundial de Vôlei de Praia de 2008
- Campeonato Europeu de Vôlei de Praia de 2010
- Campeonato Europeu de Vôlei de Praia Sub-23 de 2005: